# 1504
Năm 1504 là một năm trong lịch Julius.